# Lytta magister
Lytta magister é uma espécie de inseto coleóptero polífago pertencente à família Meloidae. Pode ser encontrado na América do Norte, na região sudoeste dos Estados Unidos.

## Taxonomia
Foi descrita pela primeira vez em 1870, pelo entomólogo norte-americano George Henry Horn, que também foi responsável pela descrição de outras espécies do gênero. É um representante do gênero Lytta, introduzido pelo entomólogo dinamarquês Johan Christian Fabricius em 1755, que possui em torno de 110 espécies.
O nome científico do gênero deriva dos termos em grego antigo λύττα, lútta, que, por sua vez, é uma variante de λύσσα, lýssa; que significa 'ira', 'loucura', 'fúria'. Este nome faz referência à substância tóxica presente em seu corpo, denominada "cantaridina". Seu epíteto específico, por sua vez, deriva do latim magister, que significa 'professor', 'mestre'.

## Descrição
Os adultos possuem entre 16 a 33 milímetros de comprimento. Estes apresentam uma coloração vermelho-intenso nos membros, na cabeça e no protórax, enquanto os élitros são pretos. A espécie é frequentemente avistada em enxames. As fêmeas depositam seus ovos em buracos cavados no solo desértico. 
Durante a fase larval são insetívoros, parasitando principalmente ninhos de abelhas. Se alimentam de hospedeiros imaturos junto com suas provisões e muitas vezes podem sobreviver apenas com as provisões, portanto, sendo parasitas alimentares.
Os espécimes não apresentam veneno em suas presas, mas quando se sentirem ameaçados, podem morder um possível predador. Os adultos, por sua vez, se alimentam de folhagens, flores, frutas e de pólen.

## Distribuição geográfica
A espécie possui distribuição na região sudoeste dos Estados Unidos, na parte mais ao sul dos estados do Arizona e Califórnia. Há registros da espécie em altitudes variando de 2000 a 3700 metros acima do nível do mar. Também podem ser avistados no deserto de Mojave e no estado do Colorado, principalmente durante a primavera.